# Страшное лето
«Страшное лето» (латыш. Baiga vasara) — художественный фильм режиссёра Айгарса Граубы, снятый на киностудии «Platforma Filma» в 2000 году.

## Сюжет
Июнь 1940 года. Министр иностранных дел Латвийской Республики Вильгельм Мунтерс делает попытку присвоить важный правительственный документ — доверенность, которая даёт право распоряжаться латвийскими государственными вкладами в зарубежных банках.
Для выполнения намеченного ему необходимо переправить конверт с ценными бумагами в безопасное место. В качестве курьера он намерен воспользоваться услугами ничего не подозревающей дочери своего делового партнёра.
План коварного министра неожиданно даёт сбой. Девушка знакомится с журналистом Латвийского радиофона Робертом. Возникшее между молодыми людьми чувство становится препятствием для её репатриации в Германию, и так весьма проблематичной после драматически изменившейся политической обстановки.

## В ролях
| Актёр              | Роль                          |
| ------------------ | ----------------------------- |
| Улдис Думпис       | Вильгельм Мунтерс             |
| Артур Скрастыньш   | Роберт                        |
| Инесе Цауне        | Изольда                       |
| Янис Рейнис        | Карлис друг и коллега Роберта |
| Улдис Ваздикс      | Карлис Улманис                |
| Эдуард Павулс      | Язеп Пошкус                   |
| Варис Ветра        | Фрицис Целминьш               |
| Майя Апине         | Наталия Мунтере               |
| Петерис Лиепиньш   | Герман Круминьш               |
| Леонс Криванс      | Освальд                       |
| Лига Лиепиня       | Эльза                         |
| Арнис Лицитис      | Деревянский                   |
| Улдис Пуцитис      | Петерис                       |
| Карлис Себрис      | Аугустс                       |
| Яков Рафальсон     | Ханон Бубс                    |
| Игорь Чернявский   | Завьялов                      |
| Арнольдас Кливечка | Васильев                      |
| Юрис Плявиньш      | Кришьянис Беркис              |
| Марис Пурис        | Рудумс                        |
| Алдис Кусиньш      | Алдис                         |
| Юрис Жагарс        | офицер латвийской армии       |
| Андрейс Экис       | советский лётчик              |

## Съёмочная группа
- Авторы сценария: Айгарс Грауба, Габис, Андрейс Экис, Янис Лея, Паулс Банковскис
- Режиссёр-постановщик: Айгарс Грауба
- Оператор-постановщик: Гинтс Берзиньш
- Композитор: Угис Праулиньш
- Художник-постановщик: Мартиньш Милбретс
- Продюсер: Андрейс Экис
- Звукорежиссёры: Александр Вайцаховский, Гинтс Пелцбергс, Павел Рейхолец
- Художник-декоратор: Иева Романова
- Художник по костюмам: Иева Кундзиня
- Художник-гримёр: Эмилия Эглите
- Монтажёры: Сандра Алксне, Айгарс Бишофс